# Petedunnite
La petedunnite est un minéral silicate du groupe des pyroxènes et du sous-groupe des clinopyroxènes. Il a été nommé ainsi en l'honneur de Pete J. Dunn (1942-2017), un spécialiste de la Smithsonian Institution. Il a été accepté par l'IMA en 1987.
Le minéral a été trouvé dans le puits Buckwheat, mine Franklin (mine qui exploite un gisement de zinc stratiforme métamorphosé), Franklin, Comté de Sussex, New Jersey, États-Unis ; cet endroit est donc considéré comme le topotype.